# جوي تشيك
جوي تشيك (بالإنجليزية: Joey Cheek)‏ هو متزلج سريع أمريكي، ولد في 22 يونيو 1979 في غرينزبورو في الولايات المتحدة.

## وصلات خارجية
- جوي تشيك على موقع SpeedSkatingBase.eu (الإنجليزية)
- جوي تشيك على موقع SpeedSkatingNews.info (الإنجليزية)
- جوي تشيك على موقع SpeedSkatingStats.com (الإنجليزية)
- جوي تشيك على موقع اللجنة الأولمبية الدولية (الإنجليزية)
- جوي تشيك على موقع أوليمبيديا (الإنجليزية)